# Banasa dimiata
Banasa dimiata (syn. Banasa dimidiata) ist eine Wanzenart aus der Familie der Baumwanzen (Pentatomidae). Im Englischen trägt die Art auch die Bezeichnung Red-backed Stink Bug („rotrückige Stinkwanze“).

## Merkmale
Die 8,5 bis 11 Millimeter langen Wanzen sind variabel gefärbt.
Charakteristisch und namensgebend für die Wanzenart ist die Färbung des Halsschildes. Der vordere Teil ist grün, während die hintere Hälfte meist rotbraun gefärbt ist. Das Schildchen ist meist grünlich gefärbt und weist am unteren Ende einen hellen Fleck auf, während die Hemielytren rotbraun gefärbt sind. Die Art wird von anderen durch die Form der Pygophore (die Verlängerung des neunten Hinterleibssegments bei den Männchen) unterschieden. Außerdem besitzen die Metapleura an den Stigmata einen schwarzen Fleck.

## Verbreitung
Die Art kommt in der Nearktis vor. Sie ist im Süden von Kanada sowie in den Vereinigten Staaten weit verbreitet. Im Süden reicht das Verbreitungsgebiet bis nach Nord-Mexiko.

## Lebensweise
Banasa dimiata ist eine polyphage Wanzenart. Man findet die Wanzen an verschiedenen Bäumen (wie Birken), Sträuchern (wie dem Seidigen Hartriegel (Cornus sericea)) und Beerenbüschen.
Die Wanzen gelten als ökonomisch weniger bedeutende Schädlinge.

## Taxonomie
Aus der Literatur sind folgende Synonyme bekannt:
- Banasa casterlini Bliven, 1958
- Banasa dimidiata Leconte, 1859
- Banasa samarana Bliven, 1958
- Banasa semigravis Bliven, 1958
- Banasa tempestiva Bliven, 1958
- Banasa zenia Bliven, 1958
- Pentatoma dimidiata Leconte, 1859

## Etymologie
Der Namenszusatz dimidiata oder dimiata bezieht sich auf die zweigeteilte Färbung des Halsschildes. Er leitet sich aus dem Lateinischen ab und bedeutet so viel wie „geteilt in zwei Hälften“.